# Suzana
Suzana es una de las 6 pedanías de la localidad burgalesa de Miranda de Ebro. A pesar de la cercanía del centro de Miranda y del escaso número de sus habitantes, el pueblo ha conservado su aspecto tradicional y numerosos edificios de piedra de soberbio acabado y tipología de caserío, similares a los de las localidades alavesas vecinas.
El acceso a la localidad se hace por la carretera BU-V-5242, o bien desde el casco antiguo de Miranda, bordeando el cementerio, o accediendo a esta directamente desde la carretera N-I. Se encuentra a 5 km de Miranda de Ebro y a 83 km de Burgos.
La plaza del pueblo es amplia y acogedora, protagonizada por la bella iglesia de María Magdalena, un pequeño frontón y con una cuidada zona ajardinada. En ese entorno se encuentra el único establecimiento hostelero de la población. 

## Demografía
Evolución de la población
| Gráfica de evolución demográfica de Suzana entre 2000 y 2020       |
|                                                                    |
| Población de derecho (2000-2017) según el padrón municipal del INE |

## Historia
En el arcedianato de Valpuesta, en la Edad Media, estaba Suzana, aunque no es citada en el fuero de Miranda.

### Edad Media
Esta pedanía perteneció a la Hermandad de Álava. Aquí se fundó una rama de los Dulanto, cuando uno de sus miembros perdió las manos mientras sujetaba una bandera en la Batalla de las Navas de Tolosa (1212). Juan de Dulanto fue vecino de Suzana, que pasó a México haciendo una Probanza de sangre en el año 1606, documento que consta en el archivo histórico de Miranda de Ebro.

### Siglo XIX
Así se describe a Suzana en el tomo XIV del Diccionario geográfico-estadístico-histórico de España y sus posesiones de Ultramar, obra impulsada por Pascual Madoz a mediados del siglo XIX:

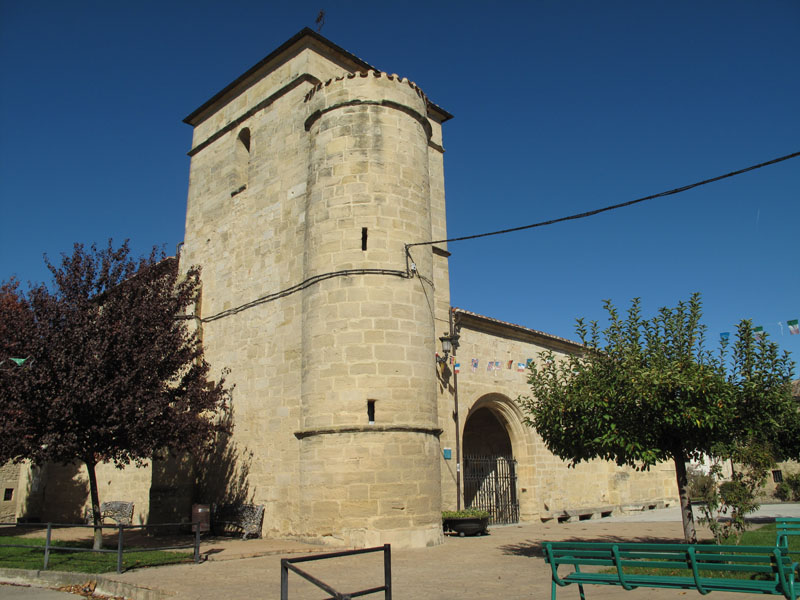
Vista general de la iglesia de María Magdalena y su torre.

Villa con ayuntamiento en la provincia, audiencia territorial, capitanía general y diócesis de Burgos (13 leguas), partido judicial de Miranda de Ebro (3/4). Situada en terreno llano; reinan con frecuencia los vientos del N; su clima es frío, pero sano; las enfermedades comunes son reúmas y pulmonías. Tiene 50 casas; la consistorial; cárcel; escuela de instrucción primaria dotada con 20 fanegas de trigo; una iglesia parroquial (Santa María Magdalena) servida por un cura párroco. El término confina: N el río Ebro; E Miranda; S Ayuelas, y O Montañana. El terreno es de buena calidad; le fertiliza el río Ebro; la parte montuosa está poblada de bosques arbolados. Los caminos son locales y provinciales. El correo se recibe de Miranda de Ebro. Producciones: cereales, legumbres, vinos y exquisitos nabos; cría ganado lanar; caza de liebres, perdices y codornices, y pesca de anguilas, barbos y truchas. Población: 24 vecinos, 82 almas. Capital productivo: 602.600 reales. Imponible: 60.853. Contribución: 3.731 reales 29 maravedíes.
Diccionario geográfico-estadístico-histórico de España y sus posesiones de Ultramar

## Monumentos
El monumento y edificio principal de Suzana es la iglesia de María Magdalena (siglo XIV).

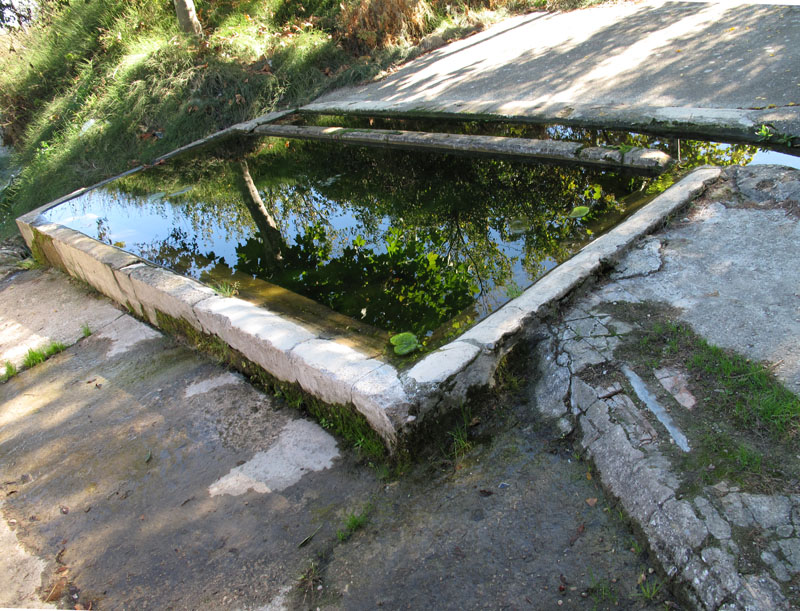
Antiguo lavadero de piedra.

En la parte más baja de la población, en dirección al Ebro, todavía existe el lavadero de piedra tradicional en el que antiguamente lavaban la ropa las mujeres, así como una fuente centenaria de piedra.

## Naturaleza
La localidad cuenta con lagunas de alto interés ornitológico, que sufrieron  un grave vertido en 2019.

## Festividades y eventos
- Fiestas Patronales: 22 de julio en honor a su patrona Santa María Magdalena.
- Fiestas de Acción de Gracías: Último fin de semana de agosto.

## Heráldica y vexilología
El escudo aprobado oficialmente cuenta con la siguiente descripción:

Escudo en campo de azur, una casa-palacio, con escudo en la junta de la fachada y cadenas de encima de la puerta toda ella de plata y mazonada de sable con tejado a dos aguas y sobre el un pendón de gules con castillo de oro. Todo el conjunto sobre terraza de sinople. De ambos cantones, salen unas manos abiertas de encarnación goteando sangre una en cada lado. Al timbre corona real cerrada.
Boletín Oficial de Castilla y León nº 48 de 11 de marzo de 1999.

Existió una casa, donde parece que durmió José I Bonaparte en su retirada de la pérdida de Bailén. Por este motivo se pusieron cadenas en una de las casas de Suzana.[cita requerida]
La bandera de Suzana consta de cuarta en aspa, la primera división de arriba en verde. La segunda de abajo en azul. El asta y el batiente de blanco a los laterales y en el centro, el escudo de Suzana al completo.